# Sorelle Fox
Kate Fox (1837 – 1892), 
Leah Fox (1814 – 1890) e 
Margaret (Maggie) Fox (1833 – 1893) furono tre sorelle statunitensi che giocarono un ruolo fondamentale nella nascita e diffusione nei paesi anglosassoni del movimento spiritista (che si stava sviluppando parallelamente negli stessi anni in Francia e negli altri paesi latini sulla scia degli insegnamenti di Allan Kardec) e della relativa Chiesa.

## Biografia

### I fatti di Hydesville
Nel 1848 le due sorelle minori, Kate e Margaret, abitavano in una casa situata ad Hydesville, New York, insieme con i genitori. La casa aveva la fama di essere stregata e verso la fine di marzo di quell'anno la famiglia Fox iniziò ad essere spaventata da suoni, simili a colpi o al rumore di mobilio spostato, la cui origine sembrava essere inspiegabile.
Secondo le dichiarazioni delle sorelle, durante la notte del 31 marzo, Kate avrebbe sfidato il presunto spirito autore dei rumori a ripetere lo schiocco delle sue dita, e dichiarò di averne avuto riscontro. Allora le sorelle gli avrebbero chiesto di battere tanti colpi quanti erano gli anni della loro età, e anche in questo caso, secondo loro, il presunto spirito avrebbe fatto quanto richiesto. Furono allora chiamati i vicini a testimoniare di quell'evento, e nei giorni successivi venne sviluppato una sorta di codice di comunicazione in cui i battiti erano utilizzati per rispondere "sì" e "no" o per indicare precise lettere dell'alfabeto.
Le ragazze inizialmente chiamarono il presunto spirito, con cui dichiaravano di essere entrate in comunicazione, "Mr. Splitfoot" (Signor Piede-Biforcuto, un nomignolo per indicare il Diavolo), ma, in seguito, la presunta entità avrebbe dichiarato di essere lo spirito di un venditore ambulante di nome Charles B. Rosma, che sarebbe stato ucciso in quella casa cinque anni prima e poi sepolto di nascosto nella cantina. Tuttavia, non si riuscì mai a identificare alcuna persona scomparsa che portasse il nome di Charles B. Rosma.

### Il successo come medium
Kate e Margaret furono dunque mandate nella vicina Rochester, Kate presso la sorella Leah e Margaret presso il fratello David, ma il fenomeno dei battiti le accompagnò nelle loro nuove dimore. Amy e Isaac Post, una coppia di Shakers in rapporti di amicizia di lunga data con la famiglia Fox, invitò le sorelle nella loro casa di Rochester. Immediatamente convinti della genuinità del fenomeno, i Post si adoperarono per diffonderne la notizia presso i loro conoscenti Shakers, che divennero il primo nucleo del movimento spiritista: da questo deriva la tradizionale associazione tra spiritualismo e lotta per le cause politiche radicali (abolizionismo, temperanza e parità di diritti per le donne).
Le sorelle Fox divennero presto famose e iniziarono a tenere sedute pubbliche a New York, attirando tra il pubblico personaggi di spicco come William Cullen Bryant, George Bancroft, James Fenimore Cooper, Nathaniel Parker Willis, Horace Greeley, Sojourner Truth e William Lloyd Garrison. Il clamore da esse suscitato fece venire allo scoperto anche tutta una serie di persone che presero a imitarne le pratiche, dando così il via allo spiritismo negli Stati Uniti e, di riflesso, negli altri paesi di lingua inglese.
Sia Kate che Margaret divennero medium di fama, tenendo sedute spiritiche per centinaia di investigatori (il nome con cui amavano chiamarsi coloro che erano interessati ai fenomeni spiritici). Molte di queste prime sedute avevano un tono per lo più frivolo e il maggior interesse da parte del pubblico consisteva nell'informarsi circa il futuro andamento delle azioni ferroviarie o di situazioni amorose personali. Tuttavia, l'importanza religiosa della comunicazione con i defunti divenne ben presto evidente: Horace Greeley, importante editore e uomo politico, divenne una sorta di protettore per le ragazze, introducendo le loro pratiche presso gli ambienti delle classi sociali elevate. L'indipendenza delle fanciulle dalla famiglia di origine si rivelò però  perniciosa, dato che entrambe le sorelle iniziarono a darsi all'alcol.

### Maturità
Leah, dopo la morte del primo marito, sposò un banchiere di successo di Wall Street. Margaret, invece, incontrò Elisha Kane, l'esploratore dell'Artico, nel 1852. Elisha era convinto che Margaret e Kate fossero coinvolte in un imbroglio diretto dalla loro sorella Leah e cercò di tirare fuori Margaret dalle loro attività. I due si sposarono e Margaret si convertì al cattolicesimo, ma alla morte del marito ella tornò prontamente alle attività medianiche. Nel 1876 Margaret raggiunse la sorella Kate che nel frattempo si era trasferita in Inghilterra fin dal 1871, a spese di un facoltoso banchiere di New York. Il viaggio di Kate in Europa fu concepito come una sorta di missione, per cui ella teneva sedute solo per personalità di spicco che accettavano in cambio di far pubblicare i loro nomi in qualità di testimoni dei fenomeni spiritici cui avevano assistito. Nel 1872 Kate aveva sposato H. D. Jencken, un avvocato di Londra che era anche entusiasta spiritista, con cui ebbe due figli prima della morte di lui avvenuta nel 1881.
Kate aveva fama di essere una medium potente, capace non solo di evocare battiti, ma anche fenomeni quali luci spiritiche, scrittura diretta, la materializzazione di mani e il movimento di oggetti a distanza. Tra il 1871 e il 1874 era stata una dei tre medium esaminati dal famoso scienziato William Crookes, che attestò la genuinità dei fenomeni prodotti dalla donna e sottolineò la potenza delle capacità di Kate rispetto a quelle della maggioranza dei suoi colleghi.

### Gli ultimi anni
Nel corso degli anni Margaret e Kate svilupparono un serio problema con l'alcol. Intorno al 1888 furono coinvolte in una disputa che le vedeva unite contro la sorella Leah e altri leader spiritisti, i quali ritenevano che Kate bevesse decisamente troppo per poter essere in grado di accudire i suoi figli adeguatamente. Nel frattempo, Margaret stava meditando un ritorno al cattolicesimo. Desiderose di ferire il più possibile Leah, Kate e Margaret decisero dunque di recarsi a New York, dove un reporter aveva loro proposto una ricompensa di 1.500 dollari in cambio della verità circa i loro metodi e l'esclusiva sulla storia. Margaret fece una pubblica apparizione alla New York Academy of Music il 21 ottobre 1888, alla presenza della sorella Kate. Davanti a un pubblico di 2.000 persone Margaret mostrò come riusciva a produrre ad arte dei colpetti che potevano udirsi in tutto il teatro facendo schioccare le articolazioni delle dita dei piedi: i dottori presenti in platea salirono sul palco per sincerarsi della veridicità di quanto affermato.
Margaret raccontò la sua versione circa l'origine del fenomeno dei battiti in una confessione firmata che fu pubblicata sul New York World il 21 ottobre 1888. Questa fu la spiegazione data circa i fatti accaduti ad Hydesville:
(«New York World», 21 ottobre 1888)

E questo quanto da loro raccontato circa il presunto assassinio del venditore ambulante: 
(Ibidem)
Diede anche la seguente spiegazione di come procedettero in seguito durante la loro carriera di medium:
(Ibidem)
Ella aggiunse anche:
(Ibidem)
Quella dello schioccare delle articolazioni era una delle teorie preferite degli scettici, avanzata fin dal 1851. Gli spiritisti che avevano familiarità con la larga varietà di battiti prodotti durante le sedute delle sorelle Fox, battiti che per di più provenivano da vari punti della stanza, non furono tanto colpiti dalla spiegazione addotta da Margaret circa l'origine dei rumori quanto dalla dichiarazione di creare battiti di proposito, che creò grande delusione e sospetto tra coloro che avevano seguito le pratiche delle sorelle.

### La triste fine
Un anno più tardi, nel novembre del 1889, Margaret si pentì di quello che aveva fatto e cercò di ritrattare la confessione. Anche le prime lettere scritte da Kate in seguito all'esibizione di Margaret alla New York Academy of Music esprimevano incredulità e costernazione per il duro attacco portato dalla sorella allo spiritismo, tuttavia ella non palesò pubblicamente il proprio disaccordo. Nel giro di cinque anni entrambe le sorelle morirono, in povertà e evitate dagli amici di un tempo. Furono seppellite in tombe destinate agli indigenti.